# Spaghetti Funk Is Dead
Spaghetti Funk Is Dead è un singolo dei Gemelli DiVersi pubblicato nel 2012. Secondo estratto dall'album Tutto da capo.

## Il disco
Come dice il titolo, il brano è stato scritto per ricordare il collettivo Spaghetti Funk, che proprio nel 2012 si è sciolto a seguito delle dichiarazioni dei suoi membri dei loro nuovi progetti.

## Videoclip
Nel singolo i rapper sono personaggi di film. Grido travestito da Zombie, J-Ax da Willy l'orbo (pirata nel film I Goonies), Thema da furia del baseball de I guerrieri della notte e infine Space One da Capitano Spaulding. Mentre in versione normale THG e DJ Zak che compongono il beat.
Nel video si ribadisce il particolare interesse di J-Ax nei confronti di Willy l'orbo ed il film I Goonies in generale, scegliendo appunto di travestirsi come il pirata.

## Tracce
1. Spaghetti Funk Is Dead – 4:27